# عمرو بن عميس
عَمْرو بْن عميس بْن مسعود بن غافل بن حبيب الهذلي ابن أخي صاحب رسول الله عَبْد اللَّهِ بْن مسعود رضي الله عنه. كان أميرا لعليّ بن أبي طالب رضي الله عنه على القطقطانة من أرض العراق وهو صاحب راية هذيل في جيش معركة صفين بجانب علي بن ابي طالب.

## اسمه ونسبه
عَمْرو بْن عميس بْن مسعود بن غافل بن حبيب بن شمخ بن فار بن مخزوم بن صاهلة بن كاهل بن الحارث بن تميم بن سعد بن هذيل بن مدركة بن إلياس بن مضر بن نزار بن معد بن عدنان ؛ ابن أخي صاحب رسول الله عَبْد اللَّهِ بْن مسعود رضي الله عنه.

## مقتله
قتله الضحّاك بْن قَيْس حيث وجّههُ مُعَاوِيَة وأمره أن يغير عَلَى من كَانَ عَلَى طاعة علي ممن لقيه مجتازا ، وأن يصبح فِي بلد ويمسي فِي آخر ، وَلا يقيم لخيل إن سرحت إِلَيْهِ ، وإن عرضت لَهُ قاتلها ، وكانت تلك أول غارات مُعَاوِيَة. فأقبل الضحاك إِلَى القُطْقُطَانَة فيما بين ثلاثة آلاف إِلَى أربعة آلاف ، وجعل يأخذ أموال النَّاس ، ويقتل من ظن أنه عَلَى طاعة علي أَوْ كَانَ يهوى هواه حَتَّى بلغ الثعلبية ، وأغار عَلَى الحاج فأخذ أمتعتهم ، ثُمَّ صار إِلَى القُطْقُطَانَة منصرفا ، ولقيه بالقُطْقُطَانَة عَلَى طريق الحاج عَمْرو بْن عميس بْن مسعود فقتله ، فلما ولاه مُعَاوِيَة الْكُوفَة ، كَانَ يقول : يَا أَهْل الْكُوفَةِ ، أنا أَبُو أنيس قاتل ابْن عميس؛ يعلمهم بِذَلِكَ أنه لا يهاب القتل وسفك الدماء.
وقيل أنّ من قتله هو بُسْر بن أرطأة لما أرسله مُعَاوِيَة للغارة على عُمّال عليّ ، فقتل كثيرًا من عماله مِنْ أهل الحجاز واليمن؛ ذكره المفيد بن النعمان في كتابه "مناقب عليّ"، وقصةُ بُسْر مشهورة.

## بعد مقتله
بعد مقتل عَمْرو بْن عميس سمع عليًّا رضي الله عنه وقد خرج إلى الناس وهو يقول على المنبر: « يا أهلَ الكوفة، أُخرُجوا إلى العبد الصالح عَمْرو بْن عميس، وإلى جيوشٍ لكم قد أُصيب منها طرف، اخرجوا فقاتلوا عدوَّكم، وامنعوا حريمكم إن كنتم فاعلين ». قال: فردُّوا عليه ردًّا ضعيفًا، ورأى منهم عجزًا وفشلًا، فقال: « واللهِ لَوَدِدتُ أنّ لي بكلّ مئة رجلٍ منكم رجلًا منهم. وَيْحكُم! اخرجوا معي ثمّ فُرّوا عنّي إن بدا لكم، فَواللهِ ما أكرهُ لقاء ربّي على نيّتي وبصيرتي، وفي ذلك رَوحٌ لي عظيم، وفَرَج من مُناجاتكم ومُقاساتكم ومُداراتكمر مثل ما تدارى البكار العمدة أو الثياب المتهترة ، كلما خيطت من جانب تهتكت من جانب على صاحبها ».
ثمّ خرج عليه السلام يمشي حتّى بلغ الغَريَّين، ثمّ دعا حُجرَ بن عَديّ الكِندي من خيله، فعقد له رايةً على أربعة آلاف، ثمّ سرّحه فخرج حتّى مرّ بالسماوة، فلقيَ بها امرأ القيس بن عديّ الكلّبي، أصهار الحسين عليه السلام، فكانوا أدلّاءَه على الطريق وعلى المياه، فلم يزل مُغِذًّا في أثر الضحّاك حتّى لقيه بناحية تدمر فوافقه، فاقتتلوا ساعة، فقُتل من أصحاب الضحّاك رجلًا، وقُتل من أصحاب حُجرٍ رجلان، ثمّ حجز الليلُ بينهم، فمضى الضحّاك، فلمّا أصبحوا لم يجدوا له ولا لأصحابه أثرًا.